# Shell (Anglia)
Shell – osada w Anglii, w hrabstwie Worcestershire, w dystrykcie Wychavon, w civil parish Himbleton. Leży 11 km od miasta Worcester. W 1881 roku civil parish liczyła 38 mieszkańców. Shell jest wspomniana w Domesday Book (1086) jako Scelves.